# 奧特羅霍韋
51°29′18″N 33°28′13″E / 51.48833°N 33.47028°E
奧特羅霍韋（烏克蘭語：Отрохове）是位於烏克蘭東北部的村莊，由蘇梅州科諾托普區的克羅萊韋茨市鎮負責管轄。該村距離卡先科韋和扎布基涅1公里，海拔高度158米，2001年人口86。